# جيما كرافين
جيما كرافين (بالإنجليزية: Gemma Craven)‏ هي موسيقية ومغنية وممثلة أيرلندية، ولدت في 1 يونيو 1950 في جمهورية أيرلندا. من الجوائز التي نالتها جائزة لورانس أوليفييه لأفضل ممثلة في فيلم موسيقي ‏ سنة 1980.

## جوائز
- جائزة لورانس أوليفييه لأفضل ممثلة في فيلم موسيقي [الإنجليزية]‏ (1980)

## وصلات خارجية
- جيما كرافين على موقع IMDb (الإنجليزية)
- جيما كرافين على موقع ميوزك برينز (الإنجليزية)
- جيما كرافين على موقع ديسكوغز (الإنجليزية)
- جيما كرافين على موقع قاعدة بيانات الفيلم (الإنجليزية)